# Cheminon
Cheminon és un municipi francès, situat al departament del Marne i a la regió del Gran Est. L'any 2007 tenia 626 habitants.

## Demografia

### Població
El 2007 la població de fet de Cheminon era de 626 persones. Hi havia 266 famílies, de les quals 76 eren unipersonals (36 homes vivint sols i 40 dones vivint soles), 95 parelles sense fills, 87 parelles amb fills i 8 famílies monoparentals amb fills.
La població ha evolucionat segons el següent gràfic:
Habitants censats

### Habitatges
El 2007 hi havia 319 habitatges, 268 eren l'habitatge principal de la família, 8 eren segones residències i 43 estaven desocupats. 315 eren cases i 4 eren apartaments. Dels 268 habitatges principals, 236 estaven ocupats pels seus propietaris i 32 estaven llogats i ocupats pels llogaters; 1 tenia una cambra, 6 en tenien dues, 33 en tenien tres, 75 en tenien quatre i 153 en tenien cinc o més. 194 habitatges disposaven pel capbaix d'una plaça de pàrquing. A 106 habitatges hi havia un automòbil i a 126 n'hi havia dos o més.

### Piràmide de població
La piràmide de població per edats i sexe el 2009 era:
| Homes | Edats   | Dones |
| ----- | ------- | ----- |
| 0     | 95 o +  | 4     |
| 0     | 90 a 94 | 8     |
| 0     | 85 a 89 | 8     |
| 4     | 80 a 84 | 4     |
| 16    | 75 a 79 | 8     |
| 8     | 70 a 74 | 8     |
| 16    | 65 a 69 | 24    |
| 12    | 60 a 64 | 16    |
| 20    | 55 a 59 | 16    |
| 24    | 50 a 54 | 32    |
| 40    | 45 a 49 | 28    |
| 28    | 40 a 44 | 28    |
| 24    | 35 a 39 | 16    |
| 12    | 30 a 34 | 16    |
| 4     | 25 a 29 | 12    |
| 28    | 20 a 24 | 8     |
| 16    | 15 a 19 | 28    |
| 24    | 10 a 14 | 12    |
| 36    | 5 a 9   | 8     |
| 4     | 0 a 4   | 8     |

## Economia
El 2007 la població en edat de treballar era de 410 persones, 275 eren actives i 135 eren inactives. De les 275 persones actives 255 estaven ocupades (147 homes i 108 dones) i 20 estaven aturades (12 homes i 8 dones). De les 135 persones inactives 55 estaven jubilades, 18 estaven estudiant i 62 estaven classificades com a «altres inactius».

### Ingressos
El 2009 a Cheminon hi havia 274 unitats fiscals que integraven 656,5 persones, la mediana anual d'ingressos fiscals per persona era de 16.779 €.

### Activitats econòmiques
Dels 11 establiments que hi havia el 2007, 2 eren d'empreses alimentàries, 5 d'empreses de construcció, 2 d'empreses de comerç i reparació d'automòbils, 1 d'una entitat de l'administració pública i 1 d'una empresa classificada com a «altres activitats de serveis».
Dels 6 establiments de servei als particulars que hi havia el 2009, 3 eren paletes, 1 fusteria, 1 empresa de construcció i 1 perruqueria.
L'únic establiment comercial que hi havia el 2009 era una fleca.
L'any 2000 a Cheminon hi havia 4 explotacions agrícoles.

## Equipaments sanitaris i escolars
El 2009 hi havia una escola elemental integrada dins d'un grup escolar amb les comunes properes formant una escola dispersa.

## Poblacions més properes
El següent diagrama mostra les poblacions més properes.